# Gà Tàu vàng

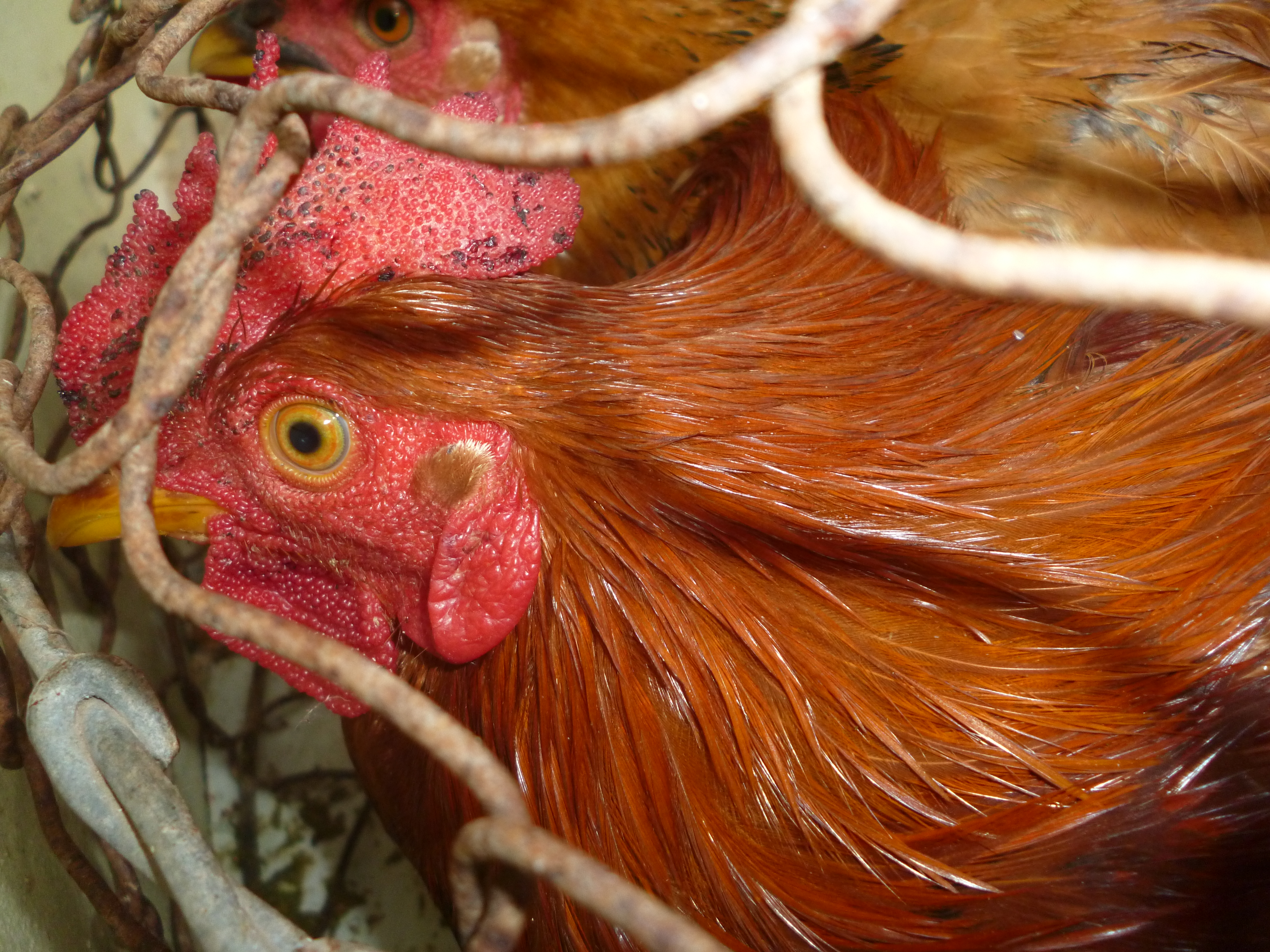
Một con gà Tàu vàng

Gà Tàu vàng hay gà Ta vàng là một giống gà bản địa của Việt Nam. Tên gọi Tàu chỉ ra nguồn gốc xa xưa từ Trung Quốc, được du nhập vào Việt Nam từ lâu, hiện chúng được nuôi dưỡng thuần hóa và lai tạo để sống chủ yếu ở phía Nam Việt Nam và hoàn toàn là một giống gà bản địa của Việt Nam. Chúng được nuôi phổ biến ở các tỉnh miền Nam và hiện nay, phát triển mạnh ở một số địa phương thuộc địa phận đồng bằng sông Cửu Long. Giống gà này được ưa chuộng vì chất lượng thịt cao, dễ nuôi.

## Đặc điểm

### Mô tả

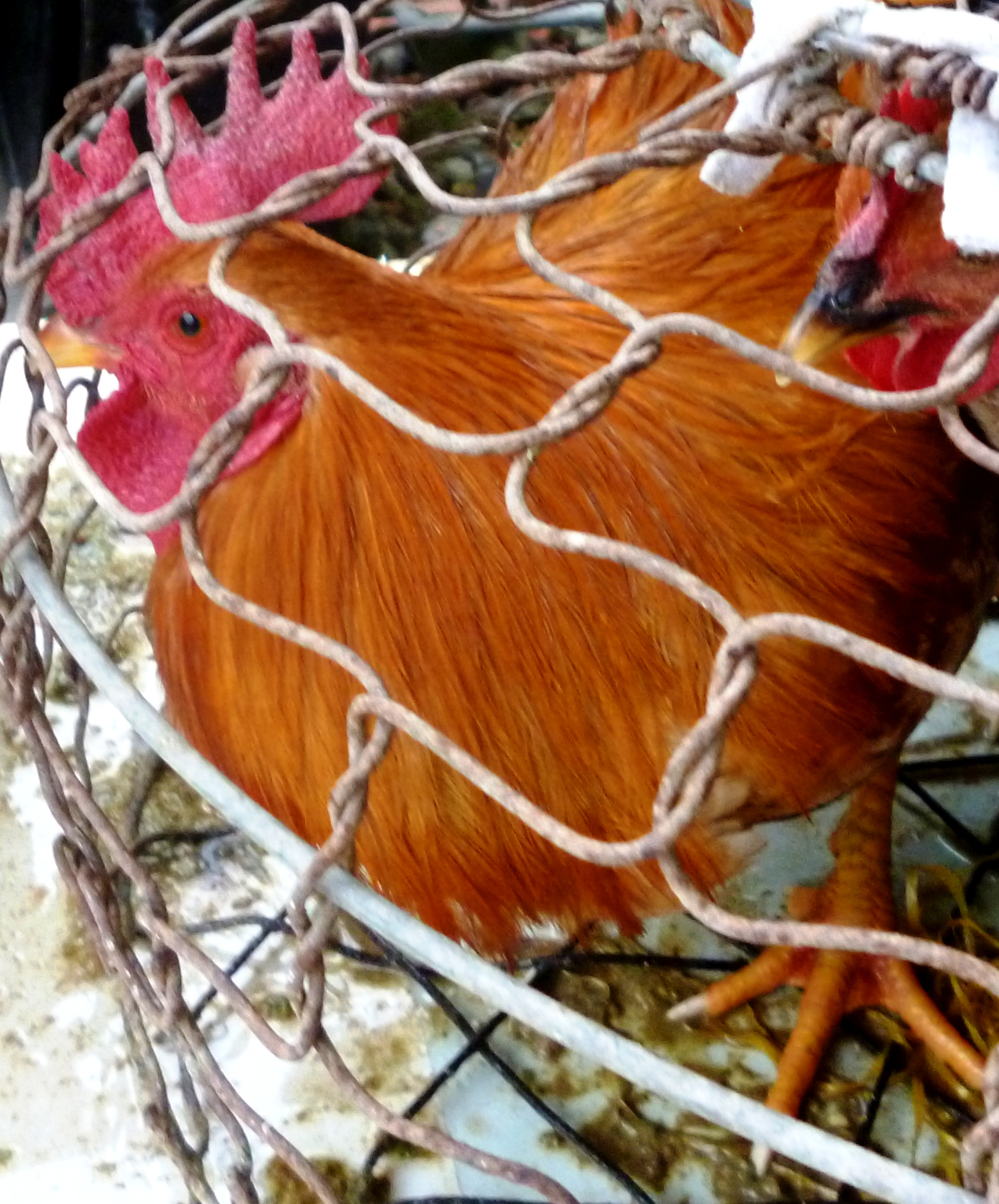
Gà Tàu vàng (con trống)

Gà Tàu Vàng là một giống gà địa phương ở khu vực Nam Bộ với đặc điểm lông, da, chân vàng và thịt ngon. Phần lớn chúng có lông màu vàng rơm, vàng sẫm, có đốm đen ở cổ, cánh và đuôi. Gà Tàu vàng có lông màu vàng, chân có lông màu đen ở bàn, có khi ở cả ngón, gà mẹ có loại trụi đuôi hoặc cũng có loại đuôi dài. Chân màu vàng, da vàng, thịt trắng, mào phần lớn là mào đơn và ít mào nụ. Thịt rắn chắc, thơm ngon. Sản lượng trứng 70 - 90 quả/mái/năm, nặng cc
Gà tàu vàng có trọng lượng lớn, từ 3–4 kg/con, còn gà nòi trung bình khoảng 3 kg/con. Trọng lượng trưởng thành con mái nặng 1,8 – 2 kg/con, con trống nặng 2,5 – 3 kg/con. Khối lượng có thể lúc mới sinh 30g, khi trưởng thành, gà trống nặng 3 kg, mái nặng 2 kg. Gà tàu vàng thuần chủng có lông, chân, mỏ và da màu vàng, thịt săn chắc và ngon. Gà tàu vàng có tốc độ tăng trưởng nhanh, nuôi khoảng 4 tháng có thể xuất bán, trong khi gà nòi phải nuôi trên 4 tháng đến 5 tháng mới bán được.

### Tập tính
Gà Tàu vàng có khả năng tự kiếm thức ăn ngoài môi trường. Với tính thích ấp, nuôi con giỏi, gà Tàu vàng rất phù hợp với mô hình chăn nuôi nông hộ, tận dụng được nguồn thức ăn phong phú sẵn có của địa phương, giảm chi phí đầu tư, ít tốn công chăm sóc, ít dịch bệnh, chất lượng thịt, trứng cao hơn các giống gà khác, So với các loại gà khác thì gà thích nghi điều kiện nuôi khá tốt, ít dịch bệnh, khả năng tăng trọng nhanh, dễ nuôi, tỷ lệ sống cũng cao hơn, rất thích hợp mô hình chăn nuôi nông hộ của người dân địa phương.
Đặc biệt, chất lượng thịt thơm, dai hơn các giống gà thương phẩm Sức đề kháng cao, thích ứng với mọi điều kiện chăn thả địa phương. Có thể nuôi gà tàu vàng theo hình thức bán công nghiệp là nuôi nhốt kết hợp với thả vườn, cho ăn cám công nghiệp, lúa, gạo và rau. Trọng lượng lớn, tốc độ tăng trưởng nhanh, bán được giá cao (khoảng 65.000 đồng/kg) nên gà tàu vàng mang lại giá trị kinh tế cao cho các trang trại và hộ nuôi nhỏ lẻ. 

## Chăn nuôi
Giống gà này đang tập trung ở một số tỉnh như Tiền Giang, Long An, Bình Dương, Tây Ninh. Với đặc tính chân vàng, da vàng, tầm vóc lớn, chất lượng thịt thơm, ngon, gà Tàu vàng đang thật sự là sự lựa chọn phù hợp với thị hiếu của người tiêu dùng. Ở Cà Mau, giống gà Tàu vàng chất lượng cao, được ưa chuộng đang được khôi phục và định hướng mở rộng, chúng có nhiều ưu thế, thích nghi tốt với điều kiện môi trường, sinh thái ở Cà Mau. Tại Cần Thơ, người ta Nuôi gà tàu vàng trên đệm lót sinh học, đây là một việc áp dụng khoa học công nghệ mới trong chăn nuôi gà, bên cạnh đó, Cần Thơ cũng đã tiến hành nghiên cứu với mục đích đánh giá khả năng tăng trưởng và tiêu tốn thức ăn của hai dòng gà Tàu Vàng được chọn lọc tại trường Đại học Cần Thơ
Tại An Giang, Nhân giống gà tàu vàng, Trung tâm Giống nông nghiệp tỉnh Hậu Giang được trường Đại học Cần Thơ chuyển giao 500 con gà tàu vàng để nhân giống và cung cấp cho các hộ nuôi. Người ta cũng đã tiến hành phục tráng gà tàu vàng địa phương có sức tăng trưởng cao, chất lượng tốt, kết quả cho ra thế hệ gà tàu vàng F2 có nhiều ưu điểm như lông màu vàng, mồng lá, thịt và chân màu vàng sáng, thơm, dinh dưỡng cao, tăng trưởng nhanh.